# Fabricio Núñez
Fabricio Núñez, vollständiger Name Fabricio Damián Núñez Lozano, (* 4. November 1985 in Montevideo) ist ein uruguayischer ehemaliger Fußballspieler.

## Karriere

### Verein
Der 1,74 Meter große Offensivakteur Fabricio Núñez stand zu Beginn seiner Karriere von der Apertura 2006 bis in die Clausura 2009 im Kader des in Montevideo beheimateten Vereins River Plate Montevideo. In der Saison 2009/10 spielte er auf Leihbasis für dessen Erstligakonkurrenten Cerro Largo FC 29-mal in der Primera División und erzielte dabei 16 Treffer. In der Spielzeit 2010/11 lief er in 15 Erstligaspielen für den argentinischen Klub Godoy Cruz auf und schoss zwei Tore. Zudem bestritt er dort vier Begegnungen (kein Tor) in der Copa Libertadores. Sodann folgte von Juli 2011 bis Juli 2012 eine Station bei Unión de Santa Fe. Dort kam er ebenfalls in 15 Partien der Primera División zum Einsatz, blieb aber ohne persönlichen Torerfolg. Anschließend wechselte er zu Defensa y Justicia in die Primera B Nacional, wo er bis zu seinem Anfang Januar 2013 endenden Engagement fünfmal (kein Tor) in der Liga zum Zug kam. In der restlichen Spielzeit 2012/13 band er sich erneut an den Cerro Largo FC und erzielte fünf Tore bei 14 Erstligaeinsätzen. In der Saison 2013/14 stehen 16 weitere Erstligaspiele (zwei Tore) mit seiner Beteiligung bei dem Klub aus Melo im Osten Uruguays zu Buche. Zur Apertura 2014 schloss er sich dem Club Atlético Cerro an und wurde bis zum Ende der Hinrunde zwölfmal (ein Tor) in der höchsten uruguayischen Spielklasse eingesetzt. Anfang Januar 2015 vermeldete der ecuadorianische Klub Fuerza Amarilla Sporting Club die Verpflichtung von Núñez. Bei den Ecuadorianern erzielte er bei 21 Ligaeinsätzen drei Treffer in der Primera B. Ende Februar 2016 wechselte er zum uruguayischen Zweitligisten Club Oriental de Football. In der Clausura 2016 lief er in 13 Zweitligabegegnungen auf und schoss vier Tore. Anfang August 2016 schloss er sich dem Erstligaabsteiger El Tanque Sisley an, für den er in der Saison 2016 zehn Zweitligaspiele (vier Tore) absolvierte. Am Saisonende kehrte sein Klub mit dem Gewinn der Zweitligameisterschaft in die höchste uruguayische Spielklasse zurück. 2017 ging Núñez für zwei Monate nach Albanien, danach ist er bei keinem Proficlub mehr geführt.

### Nationalmannschaft
Núñez war mindestens im Juni 2007 Mitglied der von Roland Marcenaro betreuten U-23-Auswahl Uruguays.